# Araba Euskaraz
Araba Euskaraz (èuscar per Àlaba en basc) és la festa que organitzen les ikastoles d'Àlaba per tal de recaptar fons i potenciar l'ús de l'èuscar. Cada any se celebra en una localitat diferent, i l'objectiu concret sol ser la reforma o millora de la ikastola del poble on se celebra la festa. S'acostuma a celebrar el juny, tot i que la data pot variar.
Aquesta festa inclou concerts, bertsolaris i altres actuacions i se celebrà per primera vegada l'any 1981 a Vitòria, arribant l'any 2009 a la seva 29a edició a Oion. L'any 2010 es va celebrar a Agurain sota el lema gogo biziz ('amb moltes ganes').

## Edicions i lemes
- 1981 - Vitòria.
- 1982 - Vitòria.
- 1983 - Laudio.
- 1984 - Oion.
- 1985 - Agurain.
- 1986 - Amurrio.
- 1987 - Kanpezu.
- 1988 - Urkabustaiz.
- 1989 - Bastida.
- 1990 - Vitòria (Ikastolan arin arin, euskara zabal dadin).
- 1991 - Vitòria.
- 1992 - Vitòria.
- 1993 - Laudio
- 1994 - Lapuebla Labarka (Non eta mugan).
- 1995 - Vitòria (Baietz atera!).
- 1996 - Amurrio.
- 1997 - Oion.
- 1998 - Zalduondo.
- 1999 - Lapuebla de Labarca (Uztaz uzta, alez ale).
- 2000 - Laudio.
- 2001 - Argantzun.
- 2002 - Zigoitia.
- 2003 - Oion (Oro bil borobil).
- 2004 - Bastida.
- 2005 - Amurrio (Ekiozu bideari).
- 2006 - Vitòria (Barruan daramagu).
- 2007 - Argantzun (Garenaren jostun).
- 2008 - Bastida (Ametsak dirau).
- 2009 - Oion (Hauspoari eraginez).
- 2010 - Agurain (Gogo biziz).
- 2011 - Laudio (Izan zirelako gara, garelako izango dira).
- 2012 - Bastida (Barneratu, Barreiatu lelopean).
- 2013 - Amurrio (Mihian kili-kili, euskaraz ibili lelopean)
- 2014 - Lapuebla de Labarca (Mugan bizi, bizi lelopean).
- 2015 - Armenia, Vitòria (Piztu euskara lelopean).